# تدفورد (نبراسکا)
تدفورد (به انگلیسی: Thedford) شهری در ایالت نبراسکا کشور ایالات متحده آمریکا است که جمعیت آن در سرشماری سال ۲۰۱۰ میلادی، ۱۸۸ نفر بوده‌است.